# 1191
Năm 1191 là một năm trong lịch Julius.